# Pancerniki typu Montana

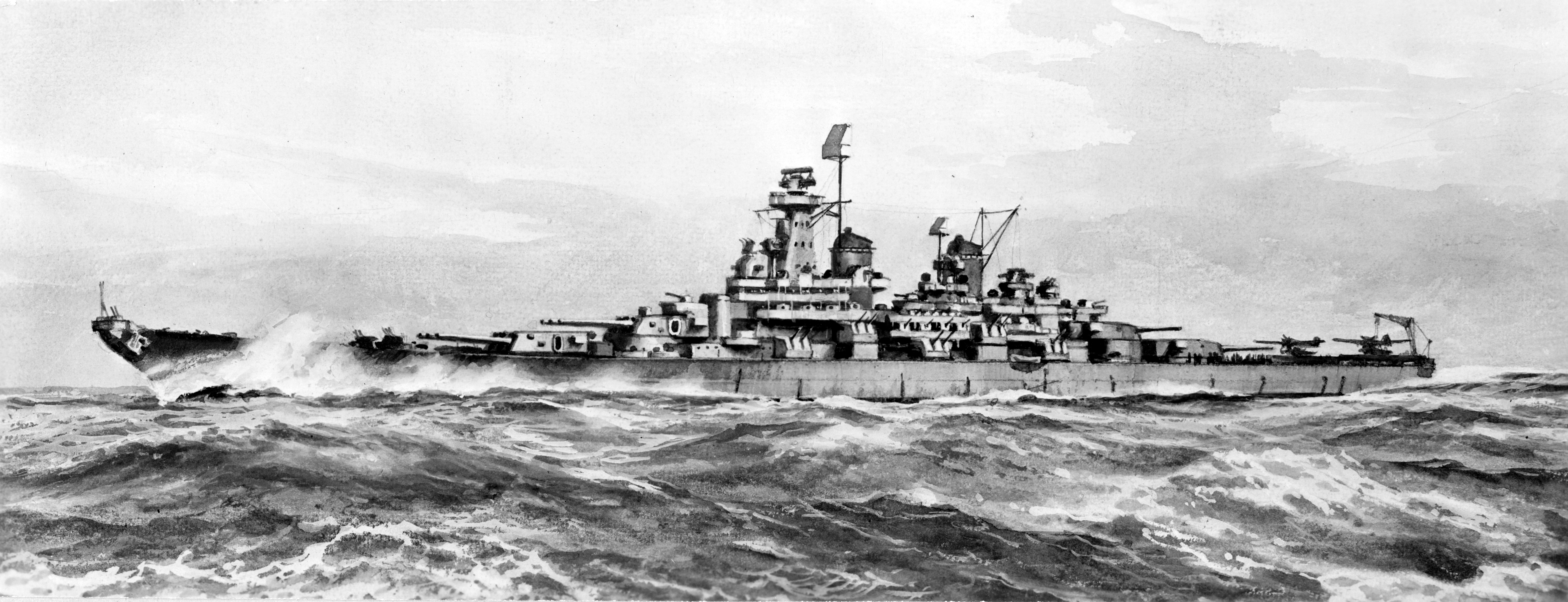
Wizja artystyczna pancernika typu Montana

Pancerniki typu Montana – ostatni typ pancerników zatwierdzonych do budowy dla United States Navy, miał być następcą typu Iowa.
Z założenia okręty tego typu miały być wolniejsze, ale o większej wyporności, lepiej opancerzone i uzbrojone w większą liczbę dział. Budowa pięciu okrętów typu Montana została zatwierdzona podczas II wojny światowej, ale w wyniku zmieniających się priorytetów i przebiegu wojny (zwiększenia się roli lotniskowców i marginalizacji pancerników, szczególnie w wojnie na Pacyfiku) zrezygnowano z ich budowy na korzyść lotniskowców, zanim położono stępki pod okręty.
Typ Montana to ostatni projekt pancernika, który został zatwierdzony do budowy. Po wstrzymaniu ich budowy ostatnimi pancernikami, które weszły do służby w US Navy, były pancerniki typu Iowa.

## Historia
United States Navy autoryzowała budowę pięciu pancerników typu Montana w ramach planu rozbudowy "Two Ocean Navy" z roku 1940, fundusze na nowe okręty zostały zatwierdzone w 1941 roku. Te okręty, jako ostatnie pancerniki w US Navy, otrzymały numery – BB-67 do BB-71
Pięć okrętów miało być budowanych w trzech różnych stoczniach:
- "Montana" (BB-67) miał być budowany w Philadelphia Naval Shipyard, Pensylwania;
- "Ohio" (BB-68) miał być budowany w Philadelphia Naval Shipyard;
- "Maine" (BB-69) miał być budowany w New York Navy Yard, Brooklyn, Nowy Jork;
- "New Hampshire" (BB-70) miał być budowany w New York Navy Yard;
- "Louisiana" (BB-71) miał być budowany w Norfolk Navy Yard, Portsmouth w stanie Wirginia.

Gdyby ukończono pancerniki typu Montana, US Navy miałaby razem 17 nowych pancerników, co dawałoby jej znaczną przewagę nad innymi państwami bądź prawdopodobnymi sojuszami państw. Te okręty liniowe byłyby także jedynymi amerykańskimi jednostkami o parametrach bojowych zbliżonych do japońskich pancerników typu Yamato.
Jednak duże zapotrzebowanie na lotniskowce, okręty desantowe i ZOP zadecydowało o wstrzymaniu budowy w maju 1942, zanim którykolwiek z okrętów doczekał się położenia stępki. W czerwcu 1943, kiedy było jasne, że pancerniki nie są już dominującym elementem sił morskich, ich budowę zawieszono.
Ze względu na anulowanie okrętu BB-67 stan Montana stał się jedynym z 48 (ówczesnych) stanów USA, który nie miał okrętu w służbie US Navy noszącego miano tego stanu.

## Projekt
Przy wyporności 65.000 ton okręty typu Montana byłyby blisko o jedną trzecią większe od poprzedzających je okrętów typu Iowa i byłyby największymi okrętami w amerykańskiej flocie do czasu powojennych lotniskowców typu Forrestal, czyli pierwszych superlotniskowców. Według projektu okręty miały być uzbrojone w 12 dział kalibru 406 mm (długość 50 kalibrów), czyli trzy działa więcej niż poprzedni typ. Także zabezpieczenia przeciw broniom podwodnym i opancerzenie zostało ulepszone. Byłyby jedynymi nowymi pancernikami, których opancerzenie byłoby wytrzymałe na ostrzał dział takiego kalibru, jaki same miały na uzbrojeniu. Waga salwy burtowej także byłaby większa niż innych okrętów liniowych. Aby umożliwić zainstalowanie takiego opancerzenia, okręty typu Montana zostały zaprojektowane w taki sposób, że osiągałyby prędkość maksymalną 28 węzłów (podobnie jak typ North Carolina, ale mniej niż 33 węzły typu Iowa, bardzo szybkiego jak na pancernik). Ponieważ osiągałyby niższą prędkość, po II wojnie światowej prawdopodobnie spotkałby je ten sam los co jednostki typu North Carolina i South Dakota – odstawione do rezerwy, zostałyby w końcu zezłomowane albo zamienione na okręty muzealne.
Nowe okręty, znacznie większe niż typ Iowa byłyby zbyt szerokie, aby przejść przez Kanał Panamski. Jednak w tym samym czasie, gdy autoryzowano budowę pancerników, planowano budowę trzeciego, szerszego zestawu śluz. Te nowe śluzy pozwoliłyby na szybkie podróże pancerników typu Montana pomiędzy Atlantykiem a Pacyfikiem. Rozbudowa kanału została anulowana pod koniec wojny, po anulowaniu budowy typu Montana.
Gdyby pancerniki typu Montana ukończono, byłyby najsilniejszymi pancernikami, które kiedykolwiek pływały. Jedynie japońskie pancerniki typu Yamato miały silniejszy pancerz i działa o większym kalibrze. Montana miałaby jednak cięższą salwę burtową (32.400 funtów przeciwko 28.800 funtów na okrętach typu Yamato). Pomimo że żaden z pancerników typu Montana nie został ukończony, projekt kadłuba tego typu został wykorzystany przy budowie lotniskowca USS "Midway" (CV-41).